# Дубицкая, Алёна Викторовна
Алёна Викторовна Дубицкая (бел. Алёна Віктараўна Дубіцкая; род. 25 января 1990, Бастуны) — белорусская легкоатлетка, которая специализируется в толкании ядра. Бронзовый призёр чемпионата Европы 2018 года в Берлине. Участвовала на олимпиаде 2016 года, в которой заняла 8-е место.
Личный рекорд — 19,03 м, установлен в 2014 году.

## Спортивная биография
В 2014 году она впервые совершила толчок за 19,00 м.
19 марта 2016 года Дубицкая занимает 9-е место на мировом чемпионате в зале в Портленде с броском 17,45 м.
8 августа 2018 года спортсменка из Беларуси завоевала бронзовую медаль чемпионата Европы в Берлине (результат — 18,81 м.). Её смогли обойти только чемпионка польская атлетка Паулина Губа (19,33 м) и немецкая спортсменка Кристина Шваниц (19,19 м).
В марте 2025 года победила на Всероссийских соревнованиях по толканию ядра с результатом 18,73 м (2025, Москва).